# 中国共产党中央革命军事委员会新四军分会
中国共产党中央革命军事委员会新四军分会（简称“新四军分会”、“新四军军分会”、“军委新四军分会”、“中革军委新四军分会”）是抗日战争前期中国共产党中央革命军事委员会在东南敌后的派出军事领导机构。

## 历史
1937年9月中国工农红军南方八省红军游击队坚持三年游击战争后，改编为国民革命军新编第四军，开赴皖南、皖中抗日前线。为保证党对新四军的绝对领导，1937年12月14日，中共中央政治局“十二月会议”决定由项英、陈毅、张鼎丞、曾山、黄道5人组成，项英任主席，陈毅任副主席，受中革军委统辖。不久，项英提出新四军军分会由项英、陈毅、周子昆、傅秋涛、张鼎丞、刘英、高敬亭、谭余保、曾山9人组成，项英、陈毅、周子昆为常委，项英任书记，陈毅任副书记。1940年秋，增补饶漱石为委员。
皖南事变以后，1941年3月27日中共中央书记处电示，新四军军分会由刘少奇、陈毅、张云逸、邓子恢、赖传珠组成，刘少奇任书记。
1941年4月16日，根据中共中央军委命令，5月20日在盐城新四军军分会改称中共中央军委华中分会（简称“华中军分会”）。军分会由刘少奇、陈毅、张云逸、邓子恢、赖传珠5人组成。刘少奇任书记，陈毅任副书记。
1942年3月，刘少奇回延安，陈毅代理军分会书记。
1945年2月24日，中共中央决定撤销新四军军分会，中共中央华中局直接领导新四军。